# ایان چن
ایان چن (انگلیسی: Ian Chen؛ زادهٔ ۷ سپتامبر ۲۰۰۶) بازیگر تایوانی‌تبار اهل ایالات متحده آمریکا است.
از فیلم‌ها یا برنامه‌های تلویزیونی که وی در آن نقش داشته‌است، می‌توان به شزم!، خانواده امروزی و آناتومی گری اشاره کرد.